# Station de recherches sous-marines et océanographiques de Calvi
La Station de recherches sous-marines et océanographiques de Calvi (STARESO) est une station scientifique de terrain destinée à la recherche marine, océanographie et biologie marine, en Méditerranée, située à l'extrémité du cap de la Revellata, à Calvi en Corse.

## Géographie

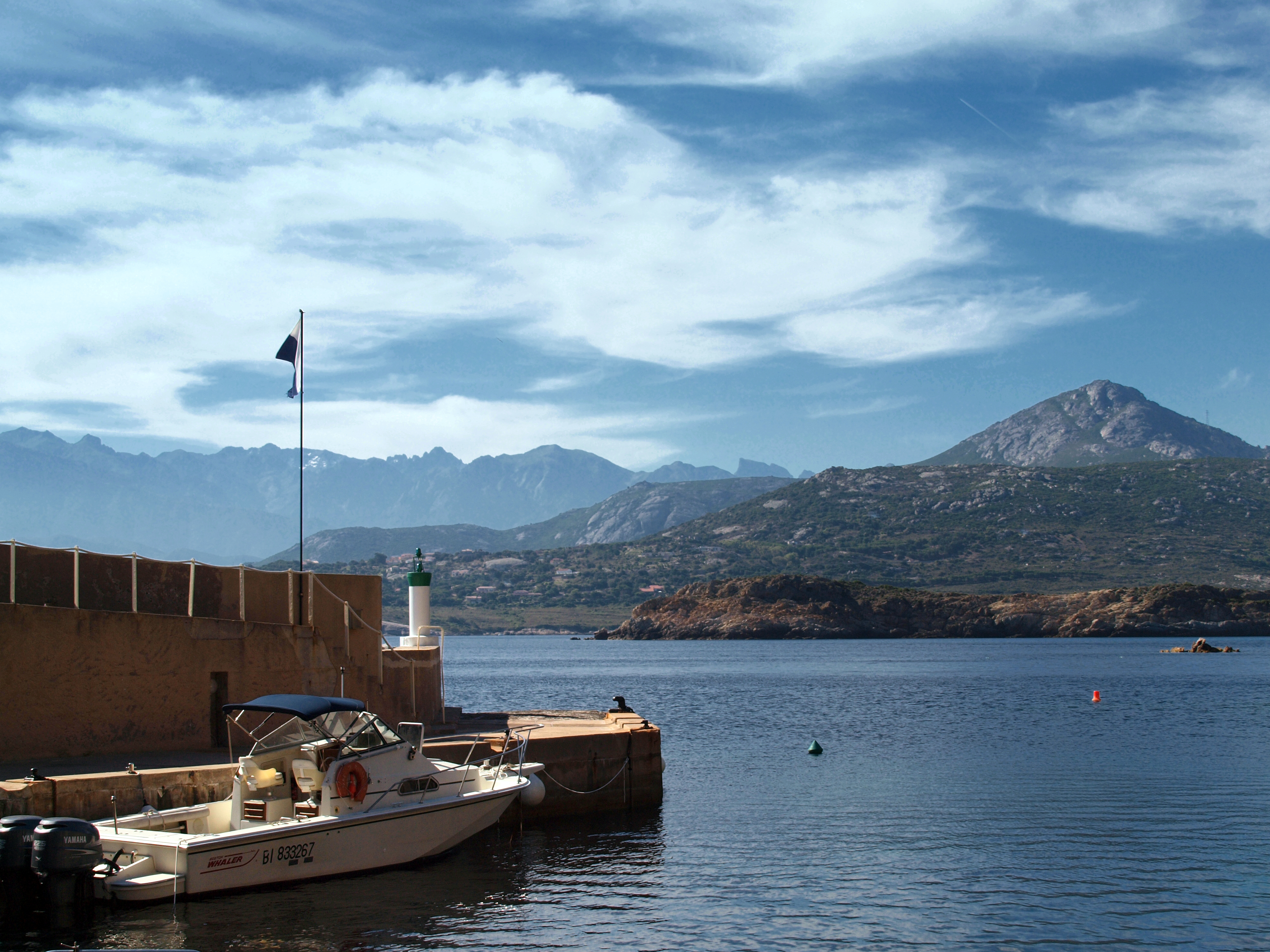
Digue et fanal de la passe du port

La STARESO a été bâtie à fleur d'eau, à environ 250 m (distance orthodromique) au sud du phare de la Revellata qui la domine. La station qui « regarde » Calvi et le golfe de la Revellata, est dotée d'un petit port, protégée par une digue des coups de vent du nord-est appelé en corse grécale (ou grégale).
Son accès se fait par une longue piste privée en terre, en très mauvais état, qui longe les crêtes de la presqu'île de la Revellata jusqu'au phare qui est habité.

## Historique

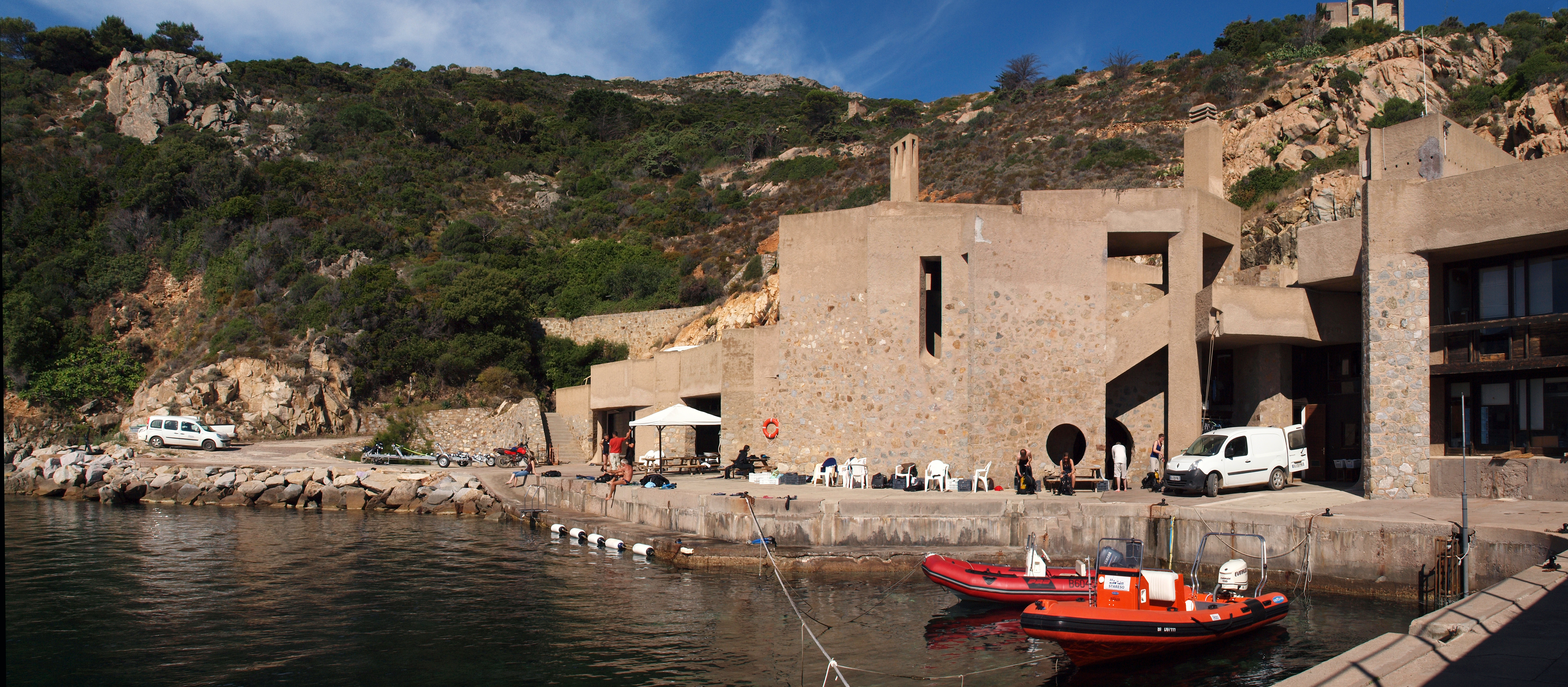
Vue d'ensemble

STARESO a été fondée au début des années 1970 par l'université de Liège, à l'initiative du recteur Marcel Dubuisson. Claude Strebelle et Charles Dumont sont les architectes du projet pour lequel ils ont reçu en 1974 le prix d'architecture la « Truelle d'argent ». L'ensemble, un bâtiment en béton, pierres de granit avec joints au mortier de ciment parfaitement intégré dans le paysage, comporte deux laboratoires, des locaux d'hébergement, de restauration et de stockage.
Un petit parc d'embarcations permet aux stagiaires de pratiquer leurs recherches sous-marines dans les proches environs de la station.
Depuis 1988, l'université de Liège, toujours propriétaire de la station, a conclu un accord de partenariat avec la S.A. STARESO pour sa gestion.